# Prazer

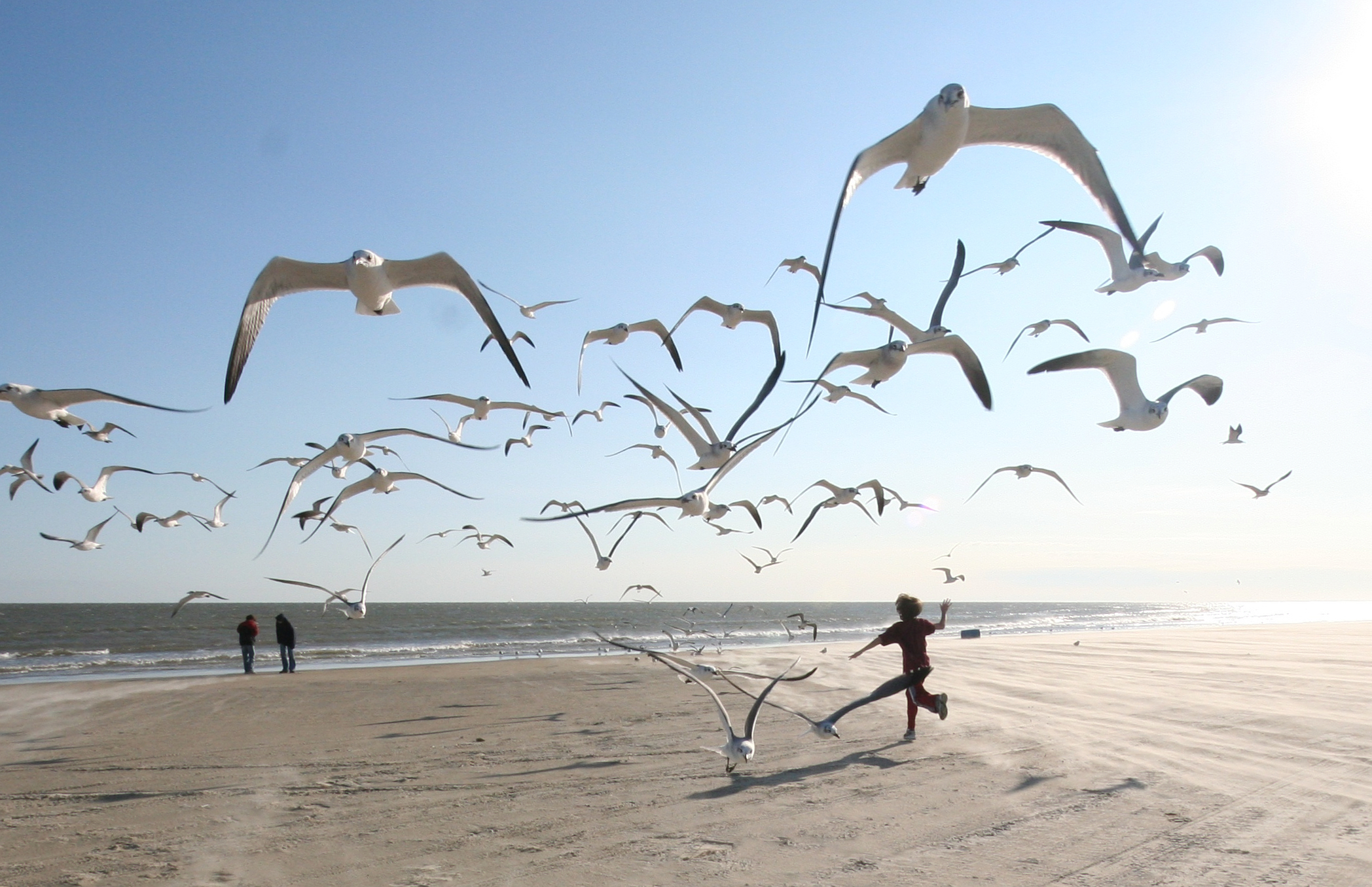
Experiência prazerosa de brincar com gaivotas

Prazer (do latim placere) é um sentimento relacionado à uma experiência que faz alguém se sentir bem. Contrasta com dor ou sofrimento, que são formas de se sentir mal. Está intimamente relacionado a outros sentimentos, como valor, desejo e ação; Seres humanos e outros animais conscientes encontram o prazer agradável, positivo ou digno de ser buscado. Uma grande variedade de atividades são experimentadas como prazerosas, por exemplo, comer, fazer sexo, ouvir música ou brincar. O prazer faz parte de vários outros estados mentais, como êxtase, euforia e fluxo. Felicidade e bem-estar estão estreitamente relacionados ao prazer, mas não são idênticos a ele. Não há acordo geral sobre se o prazer deve ser entendido como uma sensação, uma qualidade de experiências, uma atitude em relação às experiências ou de outra forma. O prazer desempenha um papel central na família das teorias filosóficas conhecidas como hedonismo.

## Visão geral
Prazer se refere à experiência que se sente bem, que envolve o gozo de algo. O termo é usado principalmente em associação com prazeres sensoriais, como desfrutar de comida ou sexo. Mas em seu sentido mais geral, inclui todos os tipos de experiências positivas ou prazerosas, incluindo o gozo de esportes, ver um belo pôr do sol ou se envolver em uma atividade intelectualmente satisfatória. O prazer contrasta com dor ou sofrimento, que são formas de se sentir mal. Tanto o prazer quanto a dor vêm em graus e são considerados uma dimensão que vai de graus positivos através de um ponto neutro a graus negativos. Este pressuposto é importante para a possibilidade de comparar e agregar os graus de prazer de diferentes experiências, por exemplo, para realizar o cálculo utilitário.
O conceito de prazer é semelhante mas não idêntico aos conceitos de bem-estar (well-being) e de felicidade (happiness). Estes termos são utilizados de maneiras sobrepostas, mas seus significados tendem a se separar em contextos técnicos como a filosofia ou a psicologia. O prazer se refere a um certo tipo de experiência enquanto o bem-estar tem a ver com o que é bom para uma pessoa. Muitos filósofos concordam que o prazer é bom para uma pessoa e, portanto, é uma forma de bem-estar. Mas pode haver outras coisas além ou em vez do prazer que constituem bem-estar, como saúde, virtude, conhecimento ou satisfação de desejos. Em algumas concepções, a felicidade é identificada com "o excesso da experiência agradável sobre a desagradável".  As teorias da satisfação com a vida (life satisfaction theories), por outro lado, sustentam que a felicidade envolve ter a atitude certa em relação à vida como um todo. O prazer pode ter um papel a desempenhar nessa atitude, mas não é idêntico à felicidade.
O prazer está intimamente relacionado com valor, desejo, motivação e ação correta. Há um amplo consenso de que o prazer é valioso em algum sentido. Os hedonistas axiológicos sustentam que o prazer é a única coisa que tem valor intrínseco. Muitos desejos se preocupam com o prazer. O hedonismo psicológico é a tese de que todas as nossas ações visam aumentar o prazer e evitar a dor. O princípio de prazer de Freud vincula o prazer à motivação e à ação, sustentando que há uma forte tendência psicológica de buscar o prazer e evitar a dor.  O utilitarismo clássico conecta o prazer à ética ao afirmar que se uma ação é correta depende do prazer que ela produz: deve maximizar a soma total do prazer.
Em geral, o prazer é uma resposta do organismo ou da mente indicando que nossas ações estão sendo benéficas a nossa saúde. A dor pode servir como fonte de prazer para algumas pessoas, num fenômeno conhecido como masoquismo. Já o prazer obtido pela dor de outras pessoas é um fenômeno conhecido como sadismo.

## Teorias do prazer
O prazer vem em várias formas, por exemplo, no desfrute de comida, sexo, esportes, ver um belo pôr do sol ou se envolver em uma atividade intelectualmente satisfatória. Teorias do prazer tentam determinar o que todas essas experiências prazerosas têm em comum, o que é essencial para elas. São tradicionalmente divididas em teorias de qualidade e teorias de atitude. Uma terminologia alternativa refere-se a essas teorias como fenomenalismo e intencionalismo. As teorias de qualidade sustentam que o prazer é uma qualidade das experiências prazerosas, enquanto que as teorias da atitude afirmam que o prazer é, em certo sentido, externo à experiência, pois depende da atitude do sujeito em relação à experiência. Mais recentemente, foram propostas teorias disposicionais que incorporam elementos de ambas as abordagens tradicionais.

### Teorias de qualidade
Na linguagem cotidiana, o termo "prazer" está associado principalmente a prazeres sensoriais, como o desfrute de comida ou sexo. Uma teoria de qualidade tradicionalmente importante segue de perto esta associação, sustentando que o prazer é uma sensação. Na versão mais simples da teoria de sensação, sempre que experimentamos prazer, há uma sensação distinta de prazer presente. Portanto, uma experiência prazerosa de comer chocolate envolve uma sensação do sabor do chocolate junto com uma sensação de prazer. Uma falha óbvia desta teoria é que muitas impressões podem estar presentes ao mesmo tempo. Por exemplo, pode haver também uma sensação de coceira ao comer o chocolate. Mas este relato não pode explicar por que o gozo está ligado ao sabor do chocolate e não à coceira. Outro problema é devido ao fato de que as sensações geralmente são consideradas como localizadas em algum lugar do corpo. Mas considerando o prazer de ver um belo pôr do sol, parece não haver nenhuma região específica do corpo na qual experimentamos este prazer.
Esses problemas podem ser evitados pelas teorias de qualidade sentida, que vêem o prazer não como uma sensação, mas como um aspecto que qualifica as sensações ou outros fenômenos mentais. Como um aspecto, o prazer depende do fenômeno mental que qualifica, não pode estar presente por si só. Como o vínculo com o fenômeno desfrutado já está embutido no prazer, resolve o problema enfrentado pelas teorias de sensação para explicar como ocorre esse vínculo. Também capta a intuição de que o prazer é geralmente prazer de algo: prazer de beber um milkshake ou de jogar xadrez, mas não apenas prazer puro ou sem objeto. Segundo essa abordagem, experiências prazerosas diferem em conteúdo (beber um milkshake, jogar xadrez), mas concordam em sentimento ou tom hedônico. O prazer pode ser localizado, mas apenas na medida em que a impressão que ele qualifica é localizada.
Uma objeção tanto à teoria de sensação quanto à teoria de qualidade sentida é que não há uma qualidade compartilhada por todas as experiências de prazer. A força desta objeção vem da intuição de que a variedade de experiências de prazer é ampla demais para apontar uma qualidade compartilhada por todas, por exemplo, a qualidade compartilhada por desfrutar de um milkshake e desfrutar de um jogo de xadrez. Uma maneira de responder a esta objeção por parte dos teóricos de qualidade é assinalar que o tom hedônico das experiências de prazer não é uma qualidade regular, mas uma qualidade de ordem superior. Como analogia, uma coisa vividamente verde e uma coisa vividamente vermelha não compartilham uma propriedade de cor regular, mas compartilham "vivacidade" como uma propriedade de ordem superior.

### Teorias de atitude
As teorias de atitude propõem analisar o prazer em termos de atitudes em relação às experiências. Portanto, para desfrutar do sabor do chocolate não é suficiente ter a experiência correspondente do sabor. Em vez disso, o sujeito tem que ter a atitude certa a este gosto para que o prazer surja. Esta abordagem capta a intuição de que uma segunda pessoa pode ter exatamente a mesma experiência gustativa, mas não desfrutar dela, pois falta a atitude relevante. Várias atitudes foram propostas para o tipo de atitude responsável pelo prazer, mas historicamente a versão mais influente atribui esse papel aos desejos. Neste relato, o prazer está ligado a experiências que cumprem um desejo do experimentador. Portanto, a diferença entre a primeira e a segunda pessoa no exemplo acima é que apenas a primeira pessoa tem um desejo correspondente direcionado ao sabor do chocolate.
Um argumento importante contra esta versão é que, embora muitas vezes seja o caso de que desejamos algo primeiro e depois desfrutarmos dele, nem sempre pode ser este o caso. De fato, muitas vezes o contrário parece ser verdade: temos que aprender primeiro que algo é agradável antes de começarmos a desejá-lo. Esta objeção pode ser parcialmente evitada sustentando que não importa se o desejo estava lá antes da experiência, mas que importa apenas o que desejamos enquanto a experiência está acontecendo. Esta variante, originalmente mantida por Henry Sidgwick, foi recentemente defendida por Chris Heathwood, que afirma que uma experiência é prazerosa se o sujeito da experiência deseja que a experiência ocorra para seu próprio bem enquanto ela está ocorrendo. Mas esta versão enfrenta um problema relacionado semelhante ao dilema de Eutífron: parece que geralmente desejamos coisas porque elas são agradáveis, não o contrário. Portanto, as teorias de desejo estariam equivocadas sobre a direção da explicação. Outro argumento contra as teorias de desejo é que o desejo e o prazer podem se separar: podemos ter um desejo por coisas que não são agradáveis e podemos desfrutar das coisas sem desejar fazê-lo.

### Teorias disposicionais
As teorias disposicionais tentam explicar o prazer em termos de disposições, muitas vezes incluindo ideias tanto das teorias de qualidade quanto das teorias de atitude. Uma maneira de combinar estes elementos é manter que o prazer consiste em estar disposto a desejar uma experiência em virtude das qualidades desta experiência. Alguns dos problemas da teoria do desejo regular podem ser evitados desta forma, já que a disposição não precisa ser realizada para que haja prazer, levando assim em conta que o desejo e o prazer podem se separar.

## Filosofia
O prazer desempenha um papel central em teorias de várias áreas da filosofia. Tais teorias são geralmente agrupadas sob o rótulo de "hedonismo".

### Ética
O prazer está relacionado não apenas ao modo como realmente agimos, mas também ao modo como devemos agir, que pertence ao campo da ética. O hedonismo ético assume a posição mais forte sobre esta relação ao afirmar que as considerações de aumentar o prazer e diminuir a dor determinam completamente o que devemos fazer ou qual ação é correta.  As teorias hedonistas éticas podem ser classificadas em relação a cujo prazer deve ser aumentado. Segundo a versão egoísta, cada agente deve apenas ter como objetivo maximizar seu próprio prazer. Esta posição geralmente não é mantida em alta estima.  O utilitarismo, por outro lado, é uma família de teorias altruístas que são mais respeitáveis na comunidade filosófica. Dentro desta família, o utilitarismo clássico estabelece a conexão mais próxima entre o prazer e a ação correta, ao sustentar que o agente deve maximizar a soma total da felicidade de todos. Essa soma total inclui também o prazer do agente, mas apenas como um fator entre muitos.

### Valor
O prazer está intimamente ligado ao valor como algo que é desejável e vale a pena buscar. Segundo o hedonismo axiológico, é a única coisa que tem valor intrínseco ou é boa em si mesma. Esta posição implica que outras coisas além do prazer, como conhecimento, virtude ou dinheiro, só têm valor instrumental: são valiosas porque ou na medida em que produzem prazer, mas carecem de valor de outra forma. No âmbito do hedonismo axiológico, existem duas teorias concorrentes sobre a relação exata entre prazer e valor: o hedonismo quantitativo e o hedonismo qualitativo. Os hedonistas quantitativos, seguindo Jeremy Bentham, sustentam que o conteúdo específico ou a qualidade de uma experiência de prazer não é relevante para seu valor, que depende apenas de suas características quantitativas: intensidade e duração. Neste relato, uma experiência de prazer intenso de se entregar a comida e sexo vale mais do que uma experiência de prazer sutil de olhar a bela arte ou de se envolver uma conversa intelectual estimulante. Os hedonistas qualitativos, seguindo John Stuart Mill, se opõem a esta versão com o argumento de que ela ameaça transformar o hedonismo axiológico em uma "filosofia de porcos". Em vez disso, eles argumentam que a qualidade é outro fator relevante para o valor de uma experiência de prazer, por exemplo, que os prazeres inferiores do corpo são menos valiosos do que os prazeres superiores da mente.

### Beleza
Um elemento bem comum em muitas concepções de beleza é sua relação com o prazer.  O hedonismo estético torna essa relação parte da definição de beleza ao sustentar que há uma conexão necessária entre prazer e beleza, por exemplo, que um objeto é belo se causa prazer ou que a experiência da beleza é sempre acompanhada de prazer. O prazer devido à beleza não precisa ser puro, ou seja, excluir todos os elementos desagradáveis. Em vez disso, a beleza pode envolver prazeres mistos, por exemplo, no caso de uma história belamente trágica. Nós gostamos de muitas coisas que não são bonitas, razão pela qual a beleza é normalmente definida em termos de um tipo especial de prazer: o prazer estético ou desinteressado. Um prazer é desinteressado se é indiferente à existência do belo objeto. Por exemplo, a alegria de olhar uma paisagem bela ainda seria valiosa se se revelasse que esta experiência era uma ilusão, o que não seria verdade se esta alegria fosse devida a ver a paisagem como uma valiosa oportunidade imobiliária. Os oponentes do hedonismo estético apontaram que, apesar de comumente ocorrerem juntos, há casos de beleza sem prazer. Por exemplo, uma crítica fria e calejada ainda pode ser uma boa juíza de beleza devido aos seus anos de experiência, mas não tem a alegria que inicialmente acompanhou seu trabalho. Outra questão para os hedonistas é como explicar a relação entre beleza e prazer. Este problema é semelhante ao dilema de Eutífron: é algo belo porque gostamos ou gostamos porque é belo?
 Os teóricos da identidade resolvem este problema negando que haja uma diferença entre beleza e prazer: identificam a beleza, ou a aparência dela, com a experiência do prazer estético.

## Psicologia

### Motivação e comportamento
O comportamento de busca de prazer é um fenômeno comum e pode de fato dominar nossa conduta às vezes. A tese do hedonismo psicológico generaliza esta ideia ao sustentar que todas as nossas ações visam aumentar o prazer e evitar a dor. Isso geralmente é entendido em combinação com o egoísmo, ou seja, que cada pessoa visa apenas a sua própria felicidade. Nossas ações se baseiam em crenças sobre o que causa prazer. Crenças falsas podem nos enganar e, portanto, nossas ações podem não resultar em prazer, mas mesmo ações fracassadas são motivadas por considerações de prazer, segundo o hedonismo psicológico. O paradoxo do hedonismo afirma que o comportamento de busca de prazer geralmente falha também de outra forma. Afirma que ser motivado pelo prazer é contraproducente no sentido de que leva a menos prazer real do que seguir outros motivos.
Sigmund Freud formulou seu princípio de prazer a fim de explicar o efeito que o prazer tem sobre nosso comportamento. Afirma que há uma tendência forte e inata de nossa vida mental de buscar gratificação imediata sempre que uma oportunidade se apresenta. A esta tendência se opõe o princípio de realidade, que constitui uma capacidade aprendida de atrasar a gratificação imediata, a fim de levar em conta as consequências reais de nossas ações. Freud também descreveu o princípio do prazer como um mecanismo de realimentação positiva que motiva o organismo a recriar a situação que acabou de achar prazerosa e a evitar situações passadas que causaram dor.

### Vieses cognitivos
Um viés cognitivo é uma tendência sistemática de pensar e julgar de uma forma que se desvia de um critério normativo, especialmente das exigências de racionalidade.  Os vieses cognitivos em relação ao prazer incluem a regra do pico-fim (peak-end rule), a ilusão de foco (focusing illusion), o viés de proximidade (nearness bias) e o viés de futuro (future bias).
A regra do pico-fim afeta a forma como nos lembramos da agradabilidade ou da desagradabilidade de experiências. Afirma que nossa impressão geral dos eventos passados é determinada, em grande parte, não pelo prazer e sofrimento totais que continham, mas por como se sentiam em seus picos e em seu fim. Por exemplo, a memória de uma colonoscopia dolorosa é melhorada se o exame for estendido por três minutos em que o endoscópio ainda está dentro, mas não se move mais, resultando em uma sensação moderadamente desconfortável. Esta colonoscopia estendida, apesar de envolver mais dor no total, é lembrada menos negativamente devido à redução da dor no final. Isso até aumenta a probabilidade de o paciente retornar para procedimentos subsequentes. Daniel Kahneman explica esta distorção em termos da diferença entre dois eus: o eu que experimenta (experiencing self), que está consciente do prazer e da dor quando estão acontecendo, e o eu que lembra (remembering self), que mostra o prazer e a dor agregados durante um período de tempo prolongado. As distorções devidas à regra do pico-fim acontecem no nível do eu que lembra. Nossa tendência a confiar no eu que lembra muitas vezes pode nos levar a seguir cursos de ação que não são em nosso melhor interesse próprio.
Um viés intimamente relacionado é a ilusão de foco. A "ilusão" ocorre quando as pessoas consideram o impacto de um fator específico em sua felicidade geral. Tendem a exagerar muito a importância desse fator, enquanto ignoram os inúmeros outros fatores que, na maioria dos casos, teriam um impacto maior.
O viés de proximidade e o viés de futuro são duas formas diferentes de violar o princípio de neutralidade temporal. Este princípio afirma que a localização temporal de um benefício ou dano não é importante para seu significado normativo: um agente racional deve se preocupar na mesma medida com todas as partes de sua vida. O viés de proximidade, também discutido sob os rótulos "viés presente" (present bias) ou "desconto temporal" (temporal discounting), refere-se à nossa tendência de violar a neutralidade temporal em relação à distância temporal do presente. No lado positivo, preferimos que experiências prazerosas estejam próximas em vez de distantes. No lado negativo, preferimos que experiências dolorosas estejam distantes em vez de próximas. O viés de futuro refere-se à nossa tendência de violar a neutralidade temporal em relação à direção do tempo. No lado positivo, preferimos que experiências prazerosas estejam no futuro em vez de no passado. No lado negativo, preferimos que experiências dolorosas estejam no passado em vez de no futuro.